# Колемас
Колема́с — село в составе Липовского сельсовета Малосердобинского района Пензенской области России.

## Этимология
Село названо по реке Колемас, которая, в свою очередь, могла быть названа по имени мордвина Келемаса как место его предполагаемого бортного ухожая. До заселения Малосердобинского района мордва ежегодно посещала эти места в целях добычи мёда диких пчёл. Менее вероятна связь с мордовским словом колема — «гниение»: хотя близ села Колемаса и добывался торф, местность скорее сухая, чем «гнилая». Предание связывает происхождение названия с Екатериной II: когда она проезжала, у кареты громко засвистело колесо, и Екатерина крикнула кучеру: «Колёса мажь!» От этого же и пошло: Колемас.

## География
Село находится в южной части Пензенской области, в пределах южной части Приволжской возвышенности, в овражистой степной местности, по обе стороны реки Колемас, на расстоянии 15 километров (по прямой) к северу от Малой Сердобы, административного центра района, и в 67 километрах к югу от Пензы, в 3 километрах от автодороги 58К-181. Абсолютная высота — 222 метра над уровнем моря.

### Климат
Климат характеризуется как умеренно континентальный, с относительно жарким летом и холодной продолжительной зимой. Средняя температура воздуха самого холодного месяца (января) составляет −13 °C; самого тёплого месяца (июля) — 20 °C. Продолжительность безморозного периода равна 140—150 дней. Годовое количество атмосферных осадков — 497 мм, из которых большая часть выпадает в тёплый период. Снежный покров держится в течение 130—140 дней.

### Часовой пояс
Село Колемас, как и вся Пензенская область, находится в часовой зоне МСК (московское время). Смещение применяемого времени относительно UTC составляет +3:00.

## История
Основано около 1790 г. сенатором Ф. Ф. Желтухиным между 1782 и 1795 гг. на левом берегу реки Колемас.
После постройки здесь церкви — село Богородское, Колемас тож. В 1975 г. — село Богородское, Александровка тож, владение Александры Львовны Ермолаевой, 44 двора, 209 ревизских душ. На противоположном от Богородского берегу находилась деревня Александровка, владение той же А. Л. Ермолаевой, однако крестьяне числились по ревизии в селе Богородском. Ещё одна деревня Александровка (Зыбино) в 1975 г. принадлежала тайному советнику и кавалеру Фёдору Фёдоровичу Желтухину (11 дворов, 58 жителей); она находилась в начале на правом берегу реки Колемас, между оврагами, но к началу 20 века была перемещена на левый берег по правую сторону устья оврага Ржавец.
В 1859 г. село Богородское показано за бароном А. А. Унгерн-Штрейнбергом (или Штрейнбергом), 94 двора, церковь, поташный завод. После отмены крепостного права в России крестьяне Александровки (Зыбино) выкупили землю у помещицы Акимовой в собственность. В конце 19 — начале 20 в. Александровка (Зыбино) — имение М. Г. Акимова и его сестры.
В 1896 г. у крестьян зыбинских в наделе 423 десятин удобной земли (4,4 дес. на ревиз. душу), насчитывалось 106 лошадей, 81 корова, 310 овец, 52 свиньи. В 1911 г. — д. Александровка (Зыбино): 82 двора, 366 десятин посева, в том числе 242 — на надельной земле, 123 — на купленной, 1 — на арендованной; 116 рабочих лошадей, 85 коров, около 400 овец; 50 железных плугов, 1 жнейка, 8 молотилок, мельница с нефтяным двигателем Г. И. Потапова.
В 1876 г. в колемасском имении Унгерна — 1156 десятин, у Акимовой — 423.
К 1914 г. Александровка (Зыбино) стала частью села Колемас, чем и объясняется резкий скачок численности населения между 1897 и 1914 гг.
В 1877 Колемас становится волостным центром Сердобского уезда (108 дворов, церковь, часовня кладбищенская, земское одноклассное (начальное) училище, 2 ветряные мельницы, поташня. В 1870 г. при волостном правлении открыта сберкасса.
В годы Столыпинской аграрной реформы в окрестностях появились хутора Колемасский и Горский.
Осенью 1905 г. крестьяне участвовали в аграрном движении, было сожжено имение Дурново и Акимовой.
22 февраля [7 марта] 1918 года в Колемасской волости была установлена Советская власть.
24 марта 1929 года в селе было зарегистрировано товарищество по обработке земли «Красный двигатель», состоящее из 11 дворов.
В 1939 г. Колемас — центр сельсовета Малосердобинского района.
В 1955 г. Колемас — центральная усадьба колхоза «Мысль Ильича».
В 1962 г. Колемас — село Марьевского сельсовета, колхоз «Заря».
В 1963 г. в Колемасе построен новый клуб с библиотекой.
С февраля 1969 и до начала 1990-х гг. в селе работала бригада «Память Ильича».
На территории села находили нумизматический материал: «денга» (1747 г.), 5 копеек (1781 г.).

## Население
| 1795 | 1859 | 1889 | 1897 | 1911  | 1914  | 1928  | 1935  | 1937  | 1939 | 1959 |
| ---- | ---- | ---- | ---- | ----- | ----- | ----- | ----- | ----- | ---- | ---- |
| 534  | ↗810 | ↗833 | ↗840 | ↗1086 | ↗1916 | ↘1336 | ↘1045 | →1045 | ↘771 | ↘668 |
| 1970 | 1973 | 1979 | 1989 | 1996  | 2001  | 2002  | 2003  | 2004  | 2010 | 2013 |
| ↘506 | ↘442 | ↘431 | ↘294 | ↘267  | ↘180  | ↗184  | ↘176  | ↘172  | ↘107 | ↗121 |
| 2021 |      |      |      |       |       |       |       |       |      |      |
| ↘70  |      |      |      |       |       |       |       |       |      |      |

### Национальный состав
Согласно результатам переписи 2002 года, в национальной структуре населения русские составляли 98 % из 184 человек.

## Известные уроженцы
- Сорокин Борис Андреевич (1893—1972) — советский писатель, поэт, журналист, автор мемуаров, почётный гражданин города Пензы[12].
- Терентьев Алексей Васильевич (род. 1950) — советский и российский изобретатель в области радиотехники, специалист в области координатометрии источников излучения, кандидат технических наук, доцент, автор более 80 изобретений, полковник, предприниматель, меценат, заслуженный изобретатель Российской Федерации (1994)[13][14].
- Терентьев Виктор Васильевич (род. 1955) — почётный предприниматель Пензенской области, краевед, член союза писателей России[15][16].

## Современное состояние
С 2007 года в Колемасе работает предприятие, специализирующееся на выращивании зерновых (кроме риса), зернобобовых культур и семян масличных культур — ООО СХП «ЗЫБИНО». 
Ежегодно, начиная с 2016 года, в середине июня в селе проходит межрегиональный песенный конкурс-фестиваль «Когда цветут сады…», инициаторами которого являются уроженцы Колемаса, братья Терентьевы. Жюри конкурса возглавляет Олег Иванов, советский и российский композитор, народный артист Российской Федерации. Лауреаты песенного конкурса-фестиваля получают дипломы и денежные вознаграждения.